# Міжнародна конфедерація генеалогії та геральдики
Міжнародна конфедерація генеалогії та геральдики (фр. Confédération Internationale de Généalogie et d’Héraldique — CIGH) є міжнародною організацією, діяльність якої спрямована на розвиток співробітництва між національними організаціями в галузі генеалогії та геральдики.  Об’єднує національні товариства та організації з різних країн.

## Історія
Конфедерація заснована в Брюсселі (Бельгія) 13 листопада 1971 року в цілях створення і підтримки довгострокових відносин співпраці між асоціаціями та федераціями з метою вивчення генеалогії та геральдики, сприяння національним організаціям у їх відносинах з державними установами в своїх країнах. 

## Члени ЦІГГ
Конфедерація об’єднує 70 різних товариств, організацій і установ, які займаються різними напрямками геральдики та вексилології. Від 1995 року членом ЦІГГ стало Українське геральдичне товариство.

## Міжнародні конгреси геральдичних та генеалогічних наук
Міжнародні конгреси проводяться під егідою ЦІГГ та Міжнародної академії геральдики (AIH). Конгреси відбуваються що два роки в різних країнах світу. Під час конгресів відбуваються заслуховування та обговорення наукових доповідей, а також вирішуються організаційні питання ЦІГГ та АІГ. XXXIII міжнародний конгрес генеалогічних і геральдичних наук заплановано провести 2018 року в місті Аррас (Франція).